# Belarussische Staatliche Kunstakademie

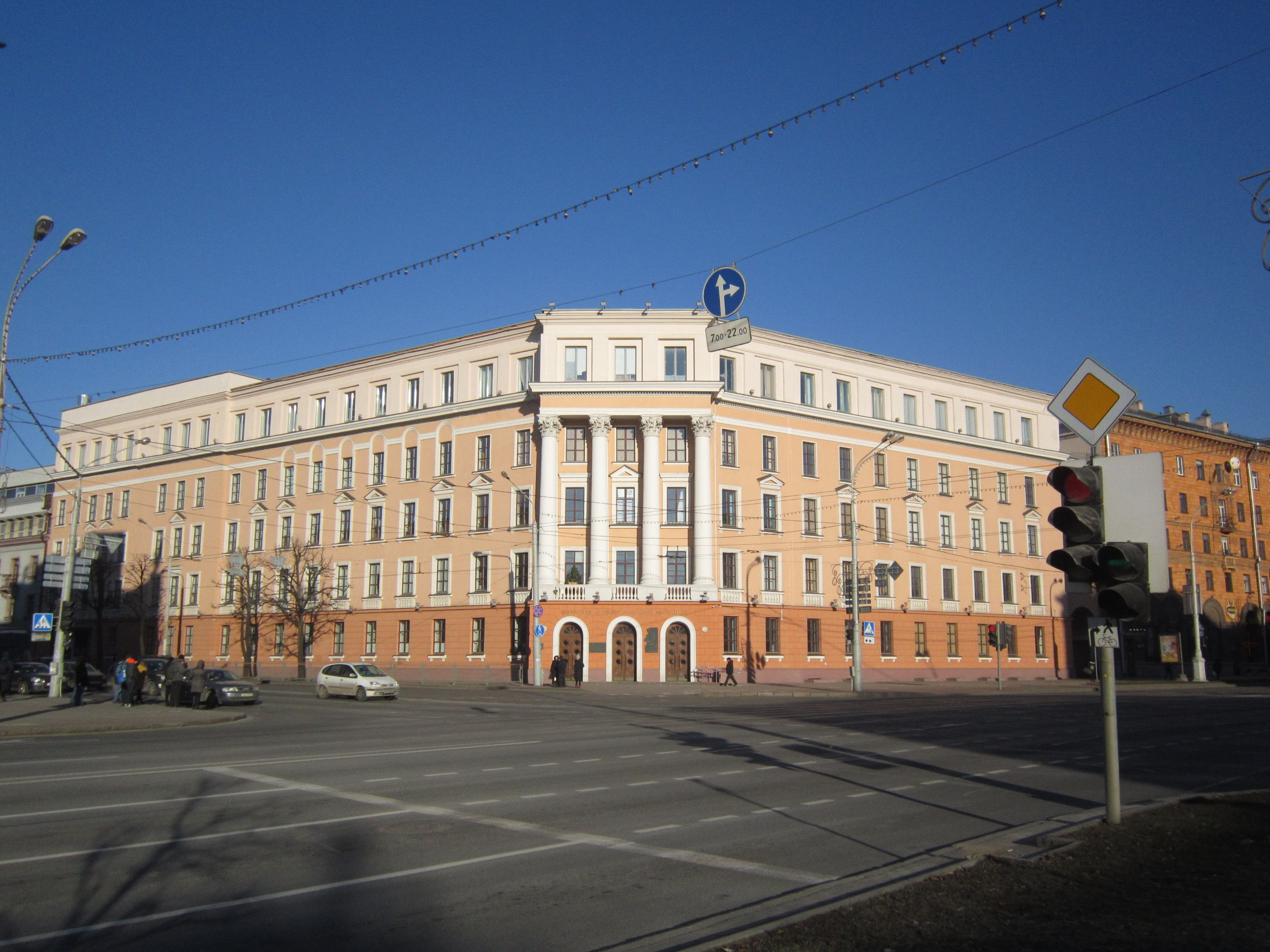
Kunstakademie (2018)

Die Belarussische Staatliche Kunstakademie (belarussisch Беларуская дзяржаўная акадэмія мастацтваў) ist eine Kunsthochschule in der belarussischen Hauptstadt Minsk.
Die Hochschule wurde 1945 als Kunstinstitut gegründet und hat seit 2001 den Status einer Kunstakademie. Rektor ist Michail Barasna (seit 2010).

## 2020–2021
Nach massiven Manipulationen bei der Präsidentschaftswahl in Belarus 2020, brutalen Razzien, Schlägen und Folterungen inhaftierter Demonstranten unterstützten viele Studenten der Kunstakademie die Proteste. Am 26. Oktober schlossen sie sich auf Bitten von Swjatlana Zichanouskaja dem landesweiten Streik an. Am 27. Oktober forderte Aljaksandr Lukaschenka die Ausweisung aller Studenten und die Entlassung der an nicht genehmigten Aktionen beteiligten Lehrer.
Die Belarussische Staatliche Kunstakademie wurde die erste Universität, die auf Befehl von Lukaschenka begann, streikende Studenten zu vertreiben. Am Abend desselben Tages wurde der Ausschluss von Studenten aus der Akademie bekannt. Die Leitung der Fakultät für Gestaltung weigerte sich, ihre Studierenden auszuweisen, doch die Anordnungen wurden durch Umgehung des Dekanats erlassen. Auch die Prorektorin für Lehre, Kunstkritikerin Alena Bochan weigerte sich grundsätzlich, die Ausweisungsverfügung zu unterzeichnen. Am 30. Oktober wurde ein offener Brief veröffentlicht, in dem mehr als 60 Mitarbeiter der Akademie die Wiedereinstellung ausgewiesener Studierender forderten und friedliche Versammlungen nicht zu behindern.
Das Vorgehen der Hochschulleitung wurde auf internationaler Ebene verurteilt. Am 21. Juni 2021 wurde Rektor Michail Barasna in die Liste der Personen und Organisationen, die im Zusammenhang mit Menschenrechtsverletzungen in Belarus sanktioniert werden, aufgenommen. Laut EU-Beschluss trägt Barasna „die Verantwortung für die Entscheidung der Universitätsleitung, Studierende wegen der Teilnahme an friedlichen Protesten auszuschließen“, d. h. für Repressionen gegen die Zivilgesellschaft und das Unterstützen des Lukaschenka-Regimes.

## Alumni
- Raman Bandarenka (1989–2020), Künstler und Teilnehmer von Protesten in Belarus, der getötet wurde
- Sjarhei Michalok (1972), belarussisch-ukrainischer Rockmusiker und Schauspieler
- Sjanon Pasnjak (1944), belarussischer Politiker und Aktivist